# Condé-sur-Marne
Condé-sur-Marne és un municipi francès, situat al departament del Marne i a la regió del Gran Est. L'any 2007 tenia 675 habitants.

## Demografia

### Població
El 2007 la població de fet de Condé-sur-Marne era de 675 persones. Hi havia 266 famílies, de les quals 61 eren unipersonals (27 homes vivint sols i 34 dones vivint soles), 76 parelles sense fills, 118 parelles amb fills i 11 famílies monoparentals amb fills.
La població ha evolucionat segons el següent gràfic:
Habitants censats

### Habitatges
El 2007 hi havia 292 habitatges, 265 eren l'habitatge principal de la família, 9 eren segones residències i 17 estaven desocupats. 277 eren cases i 11 eren apartaments. Dels 265 habitatges principals, 224 estaven ocupats pels seus propietaris, 37 estaven llogats i ocupats pels llogaters i 4 estaven cedits a títol gratuït; 1 tenia una cambra, 6 en tenien dues, 42 en tenien tres, 64 en tenien quatre i 153 en tenien cinc o més. 209 habitatges disposaven pel capbaix d'una plaça de pàrquing. A 101 habitatges hi havia un automòbil i a 140 n'hi havia dos o més.

### Piràmide de població
La piràmide de població per edats i sexe el 2009 era:
| Homes | Edats   | Dones |
| ----- | ------- | ----- |
| 0     | 95 o +  | 0     |
| 0     | 90 a 94 | 0     |
| 0     | 85 a 89 | 20    |
| 4     | 80 a 84 | 0     |
| 8     | 75 a 79 | 16    |
| 16    | 70 a 74 | 4     |
| 12    | 65 a 69 | 20    |
| 0     | 60 a 64 | 12    |
| 12    | 55 a 59 | 4     |
| 36    | 50 a 54 | 12    |
| 16    | 45 a 49 | 36    |
| 28    | 40 a 44 | 24    |
| 12    | 35 a 39 | 20    |
| 24    | 30 a 34 | 28    |
| 28    | 25 a 29 | 32    |
| 16    | 20 a 24 | 12    |
| 48    | 15 a 19 | 12    |
| 12    | 10 a 14 | 24    |
| 20    | 5 a 9   | 24    |
| 8     | 0 a 4   | 20    |

## Economia
El 2007 la població en edat de treballar era de 430 persones, 332 eren actives i 98 eren inactives. De les 332 persones actives 314 estaven ocupades (168 homes i 146 dones) i 17 estaven aturades (4 homes i 13 dones). De les 98 persones inactives 43 estaven jubilades, 30 estaven estudiant i 25 estaven classificades com a «altres inactius».

### Ingressos
El 2009 a Condé-sur-Marne hi havia 282 unitats fiscals que integraven 730 persones, la mediana anual d'ingressos fiscals per persona era de 19.503 €.

### Activitats econòmiques
Dels 24 establiments que hi havia el 2007, 1 era d'una empresa alimentària, 2 d'empreses de fabricació d'altres productes industrials, 7 d'empreses de construcció, 3 d'empreses de comerç i reparació d'automòbils, 1 d'una empresa de transport, 3 d'empreses d'hostatgeria i restauració, 1 d'una empresa d'informació i comunicació, 1 d'una empresa financera, 1 d'una empresa immobiliària, 3 d'empreses de serveis i 1 d'una empresa classificada com a «altres activitats de serveis».
Dels 13 establiments de servei als particulars que hi havia el 2009, 1 era una oficina bancària, 4 tallers de reparació d'automòbils i de material agrícola, 3 paletes, 1 guixaire pintor, 2 electricistes, 1 empresa de construcció i 1 perruqueria.
L'únic establiment comercial que hi havia el 2009 era una fleca.
L'any 2000 a Condé-sur-Marne hi havia 18 explotacions agrícoles que ocupaven un total de 924 hectàrees.

## Equipaments sanitaris i escolars
El 2009 hi havia una escola elemental.

## Poblacions més properes
El següent diagrama mostra les poblacions més properes.